# Geografia regionalna
Geografia regionalna (dawniej zwana też szczegółową) – dział geografii, zajmujący się opisem cech środowiska geograficznego poszczególnych obszarów Ziemi (krajów i krain). Jej podstawowym zadaniem jest synteza treści geograficznej, najczęściej posługuje się ona wiadomościami zdobytymi na gruncie innych nauk geograficznych. Jako pierwszy geografię regionalną jako pojęcie wprowadził Strabon. Geografia regionalna dzieli się na:
- geografię regionalną Polski
- geografię regionalną świata